# Lex Gabinia tabellaria
Lex Gabinia tabellaria – ustawa rzymska wydana w 139 p.n.e., która wprowadziła tajność głosowania w czasie wyborów urzędników rzymskich.